# Phrynocephalus frontalis
Phrynocephalus frontalis är en ödleart som beskrevs av  Strauch 1876. Phrynocephalus frontalis ingår i släktet Phrynocephalus och familjen agamer. Inga underarter finns listade i Catalogue of Life.